# Mathilde Pomès
Mathilde Pomès (* 18. Mai 1886 in Lescurry, Département Hautes-Pyrénées; † 1977) war eine französische Dichterin, Romanistin, Hispanistin und Übersetzerin.

## Leben und Werk
Mathilde Pomès studierte in Paris und Madrid. Sie bestand 1916 als erste Frau die Agrégation d’espagnol. Von 1914 bis 1941 war sie zuerst Gymnasiallehrerin in Paris, dann lehrte sie an der École libre des sciences politiques. Von 1954 bis 1959 lehrte sie an der Sorbonne.
Mathilde Pomès übersetzte zahlreiche literarische Texte aus dem Spanischen ins Französische. Sie publizierte mehrere Sammlungen eigener Gedichte.
Mathilde Pomès kannte viele große Autoren ihrer Zeit persönlich, sowohl Franzosen (u. a. Gide, Valéry, Montherlant) wie auch Hispanophone (u. a. Unamuno).

## Werke (Romanistik)
- Deux aspects de Montherlant, Paris 1934
- (Hrsg. mit Léon Kochnitzky) Le Baroque américain, in: La Renaissance 10-12,1936
- Dictionnaire français-espagnol. Dictionnaire espagnol-français, Paris 1947 (Verlag Hatier)
- A Rome avec Montherlant, Paris 1951
- (Hrsg.) Anthologie de la poésie espagnole, Paris 1957
- (Hrsg.) Gabriela Mistral, Paris 1963